# میخائیلوفسک، استاوروپول
شهر میخائیلوفسک، استاوروپول (به روسی: Михайловск) در کشور روسیه و در کرای استاوروپول واقع شده‌است.